# Azelastyna
Azelastyna – wielofunkcyjny organiczny związek chemiczny, pochodna ftalazyn-1(2H)-onu zawierająca podstawnik p-chlorobenzylowy i metyloazepanowy. W formie chlorowodorku (Azelastini hydrochloridum) jest stosowana jako przeciwhistaminowa substancja czynna  II generacji należąca do antagonistów receptora H1.
Jej działanie polega na hamowaniu dystrybucji mediatorów odczynu zapalnego – histamin, prostaglandyn i leukotrienów. Są one odpowiedzialne za wywoływanie alergicznego procesu zapalnego w organizmie. Azelastyna blokuje także końcowy etap reakcji alergicznej, poprzez uniemożliwienie połączenia uwolnionej histaminy i wyzwolenia efektu biologicznego. Dodatkowo azelastyna redukuje wydzielanie immunoglobulin E, których poziom jest zwykle podwyższony u pacjentów cierpiących na alergie. Substancja wykazuje też działanie przeciwzapalne i przywraca naturalną równowagę komórek tucznych (mastocytów).
Azelastyna jest stosowana  w leczeniu i profilaktyce alergicznego zapalenia spojówek oraz w leczeniu alergicznego nieżytu nosa o przebiegu przewlekłym lub sezonowym. W przeciwieństwie do leków przeciwhistaminowych I generacji, charakteryzuje się dłuższym czasem działania i znikomym wpływem na czynność ośrodkowego układu nerwowego, stąd nie wywołuje senności i nie obniża sprawności psychofizycznej.

## Charakterystyka
Substancja przyjmuje postać białego lub prawie białego proszku, jest rozpuszczalna w wodzie oraz w etanolu i w chlorku metylenu.

## Działanie
Azelastyna blokuje receptory histaminowe i wpływa na końcowy etap reakcji alergicznej poprzez stabilizację błon komórkowych komórek tucznych, uniemożliwiając tym samym zachodzenie reakcji z histaminą, mediatorem stanów zapalnych w organizmie. Azelastyna wykazuje też działanie przeciwzapalne, hamuje wydzielanie śluzu, uczucie swędzenia i obrzęk błon śluzowych nosa. Azelastyna jest wykorzystywana w leczeniu reakcji alergicznej ze strony górnych dróg oddechowych (wodnista wydzielina z nosa, napadowe kichanie, swędzenie, nieżyt nosa) oraz leczeniu i profilaktyce reakcji alergicznych ze strony narządu wzroku (zaczerwienienie, swędzenie,  łzawienie oczu). Jak wykazano w zrandomizowanym badaniu przeprowadzonym wśród 450 osób cierpiących alergiczny nieżyt nosa, azlastyna wykazuje skuteczność i szybkie działanie (aerozol do nosa: 15 minut; krople do oczu: 3 minuty) w leczeniu reakcji alergicznej w porównaniu do placebo oraz innych substancji o działaniu przeciwalergicznym. Substancja wykazuje działanie miejscowe, jest dobrze tolerowana przez organizm i nie powoduje sedacji. Może być stosowana doraźnie lub przez dłuższy czas w leczeniu reakcji uczuleniowych u dorosłych i dzieci.

## Wskazania
- leczenie objawowe sezonowego alergicznego nieżytu nosa (katar sienny)
- leczenie objawowe niesezonowego (całorocznego) alergicznego nieżytu nosa
- profilaktyka i leczenie objawowe sezonowego zapalenia spojówek
- profilaktyka i leczenie objawowe całorocznego zapalenia spojówek.

## Przeciwwskazania
- Nadwrażliwość na chlorowodorek azelastyny lub którąkolwiek substancję pomocniczą.
- Nie stosować u dzieci w wieku poniżej 6 lat (aerozol do nosa) i u dzieci w wieku poniżej 4 lat (krople do oczu).

## Działania niepożądane
Jak każda substancja czynna azelastyna może powodować działania niepożądane, nie odnotowuje się jednak wśród nich poważnych przypadków. Możliwe uczucie gorzkiego smaku w przypadku aplikacji donosowej.

## Dawkowanie
Podaje się miejscowo na błony śluzowe nosa lub spojówek w stężeniu 0,1% co 12 godzin. Miejscowe zastosowanie azalestyny umożliwia aplikację  wyższego stężenia roztworu, który jest lepiej wchłaniany przez organizm niż leki ogólnoustrojowe. Miejscowa aplikacja substancji aktywnej daje również korzystny profil bezpieczeństwa, ponieważ minimalizuje ryzyko braku tolerancji leku oraz wejścia w niepożądane reakcje z innymi przyjmowanymi lekami.

## Preparaty
Dostępna jest pod nazwą Allergodil jako aerozol do nosa lub krople do oczu.